# Immensum bellum
Immensum bellum (lat. für „gewaltiger Krieg“) bezeichnet eine bewaffnete Erhebung germanischer Stämme gegen römische Einflussnahme und Machtausübung östlich des Rheins. Der Aufstand brach im Jahr 1 n. Chr. unter der Statthalterschaft des Marcus Vinicius aus und endete mit der erneuten Unterwerfung der Stämme in den Jahren 4 und 5 n. Chr. durch den designierten römischen Thronfolger Tiberius. Der Konflikt gehört zu den Augusteischen Germanenkriegen und den – letztlich vergeblichen – Bemühungen Roms, das Gebiet zwischen Rhein und Elbe in den Jahren 12 v. Chr. (Beginn der Drusus-Feldzüge) bis 16 n. Chr. (Ende der Germanicus-Feldzüge) unter die Herrschaft des Imperiums zu bringen.
Geprägt wurde der Begriff immensum bellum von dem römischen Geschichtsschreiber Velleius Paterculus. Im 2. Buch seiner „Römischen Geschichte“ (lat. Historia Romana) berichtet er im Kapitel 104,2 über den Ausbruch eines gewaltigen Krieges (immensum exarserat bellum).
Die Quellenlage lässt eine sichere Beurteilung von Schwere und Ausmaß des Aufstandes nicht zu. Dennoch gilt der Konflikt in der Forschung allgemein als der „wichtigste Einschnitt in der [römischen] Expansionsphase zwischen Drusus und Varus“. In der Folge verstärkten die Römer ihre Machtausübung in Germanien. Gegen die Bemühungen des Publius Quinctilius Varus, das Gebiet zu einer römischen Provinz zu machen, griffen die Stämme im Jahr 9 n. Chr. erneut zu den Waffen und bereiteten den Römern die clades Variana („varianische Niederlage“, die Schlacht im Teutoburger Wald).

## Vorgeschichte
In den Jahren 12 bis 8 v. Chr. unterwarfen zunächst Drusus (bis 9 v. Chr.) und danach Tiberius zahlreiche Stämme zwischen Rhein und Elbe. Eine vollständige und nachhaltige Befriedung der Stammeswelt wurde jedoch nicht erreicht. Ab 3 v. Chr. sind römische Ordnungs- und Infrastrukturmaßnahmen überliefert. Der römische Statthalter Domitius Ahenobarbus siedelte den Stamm der Hermunduren wohl in der Gegend des Obermains an, überquerte mit seinen Truppen die Elbe, sorgte für den Aus- und Neubau von Stützpunkten und Wegen (darunter die pontes longi) und schlichtete innergermanische Streitigkeiten. Wohl im Jahr 1 n. Chr. bemühte er sich vergeblich, vertriebene Stammesmitglieder der Cherusker zurückzuführen. Das Scheitern verschärfte offenbar eine Autoritätskrise der Römer. Als die Statthalterschaft des Ahenobarbus im gleichen Jahr endete, hinterließ er seinem Nachfolger Vinicius ein schwieriges Erbe.

## Verlauf
Im Jahr 1 n. Chr. brach das immensum bellum aus. Der konkrete Anlass ist unbekannt, möglicherweise spielten die gescheiterte Cherusker-Rückführung und der Statthalterwechsel eine Rolle. Die aufständischen Stämme sind in den Quellen nicht genannt, doch lassen die späteren Unterwerfungen der Chamaver (oder Cananefaten), Chattuarier, Brukterer, Cherusker und Chauken auf deren Mitwirkung schließen.

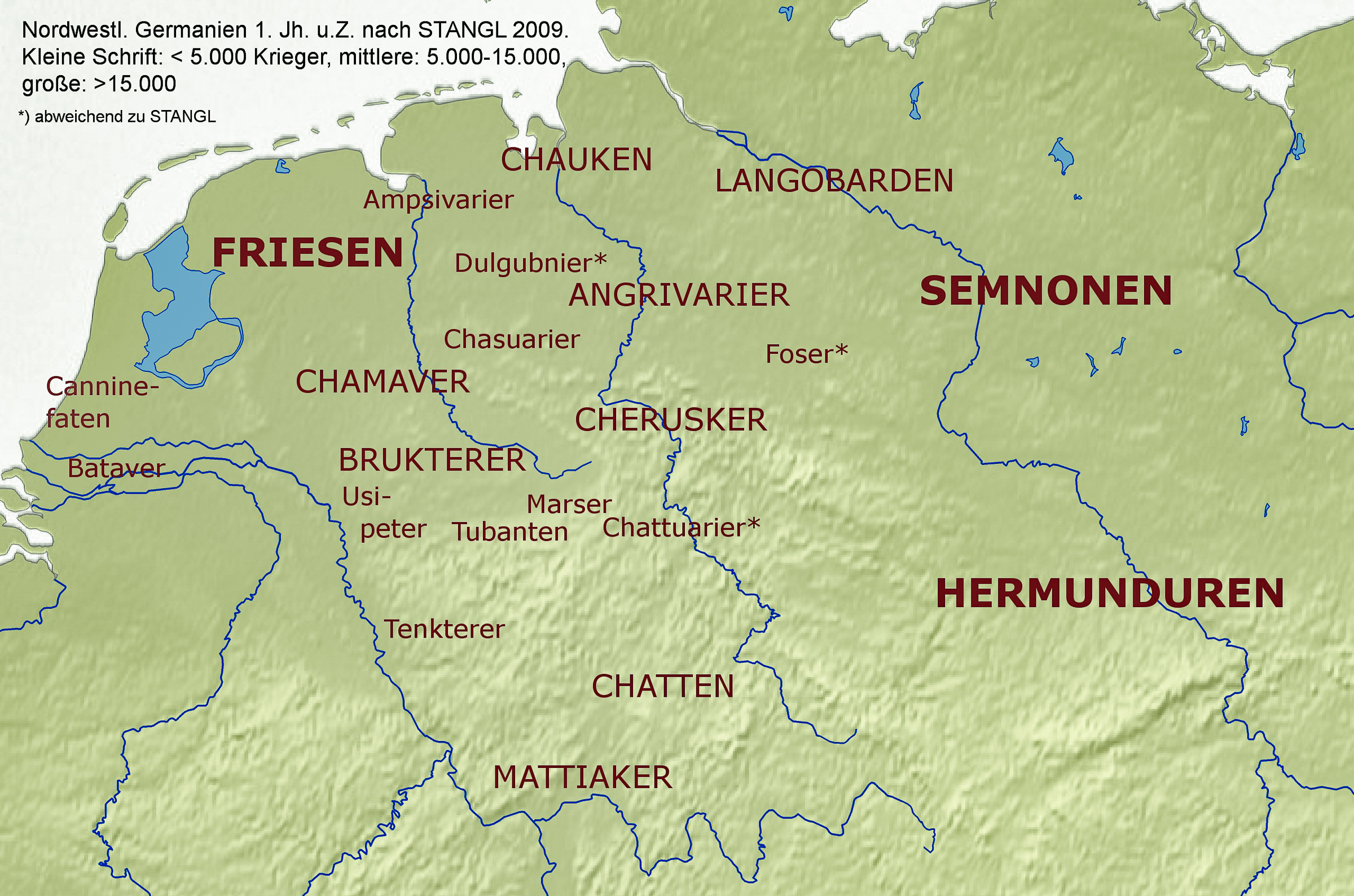
Die germanischen Stämme um die Zeit des immensum bellum

Die Teilnahme weiterer Stämme ist unsicher. Die rechtsrheinischen Sugambrer nutzten möglicherweise die Gelegenheit, um Rache für die Entführung ihrer Gesandten im Jahr 8 v. Chr. zu nehmen. Unklar ist, ob die nicht erwähnten Cananefaten (oder Chamaver), Bataver, Usipeter, Marser, Tenkterer und Tubanten dem Aufstand fernblieben oder sich dem Vinicius ergaben. Ungewiss muss ferner bleiben, welche Stämme „mit beinahe unbekanntem Namen“ gemeint sind, die Velleius als besiegt meldet. Die Konfrontation mit den elbgermanischen Stämmen der Langobarden, Hermunduren und Semnonen im letzten Kriegsjahr deutet nicht notwendig auf deren anfängliche Beteiligung am Aufstand hin.

### Jahre 1 bis 3 n. Chr.
Die militärischen Maßnahmen des erfahrenen Feldherren Vinicius in den Jahren 1 bis 3 n. Chr. liegen im Dunkeln. Velleius berichtet lediglich, der Statthalter habe den Krieg „in manchen Gegenden glücklich geführt, in anderen hingehalten“. Insgesamt wird die Leistung des Vinicius von der Forschung zurückhaltend beurteilt.

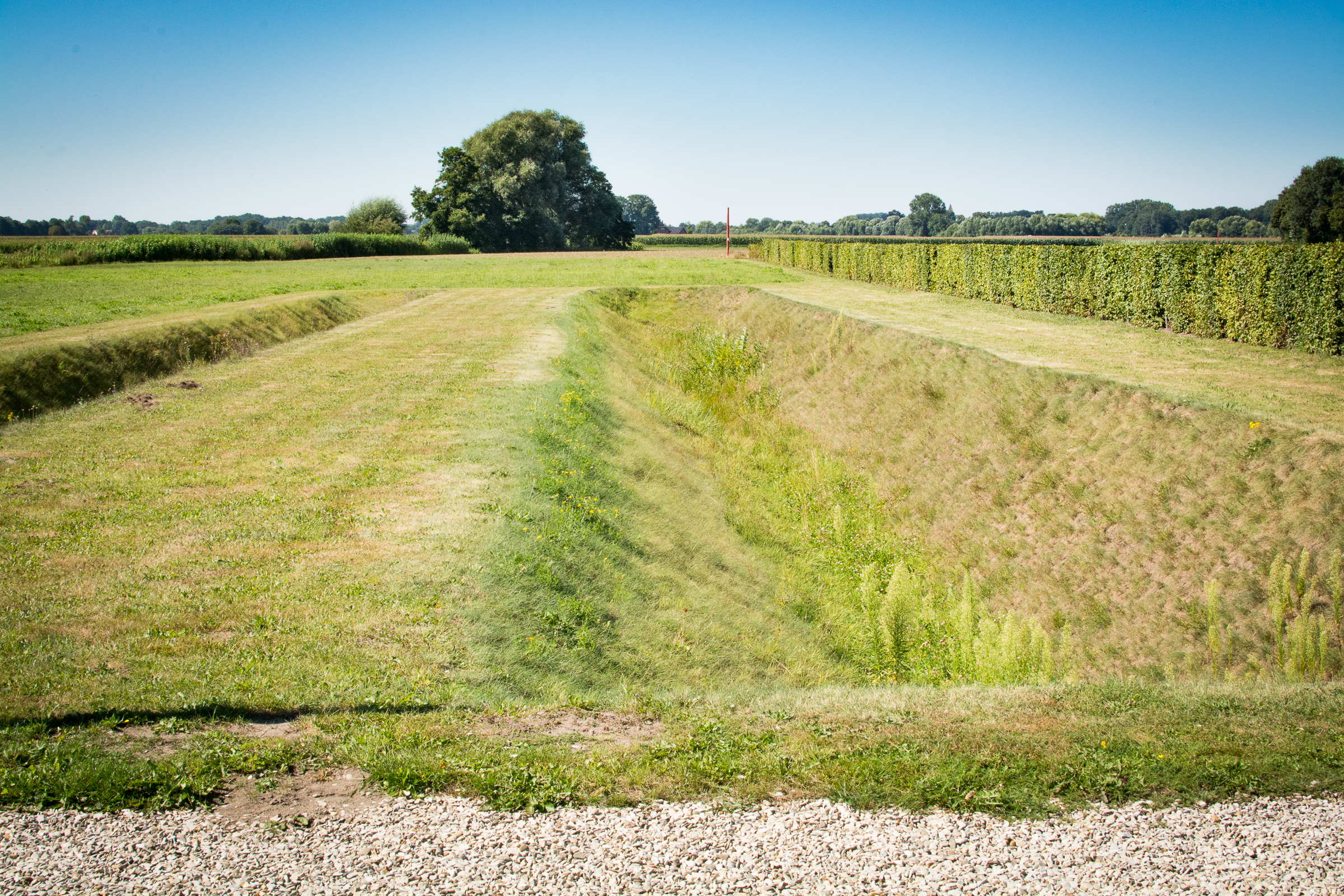
Das Römerlager Anreppen – hier der teilweise rekonstruierte Doppelgraben – war vermutlich 4 bis 6 n. Chr. das Winterlager der Legion von Sentius, Anreppen fasste nur 6.000 Soldaten.

### Herbstfeldzug 4 n. Chr.

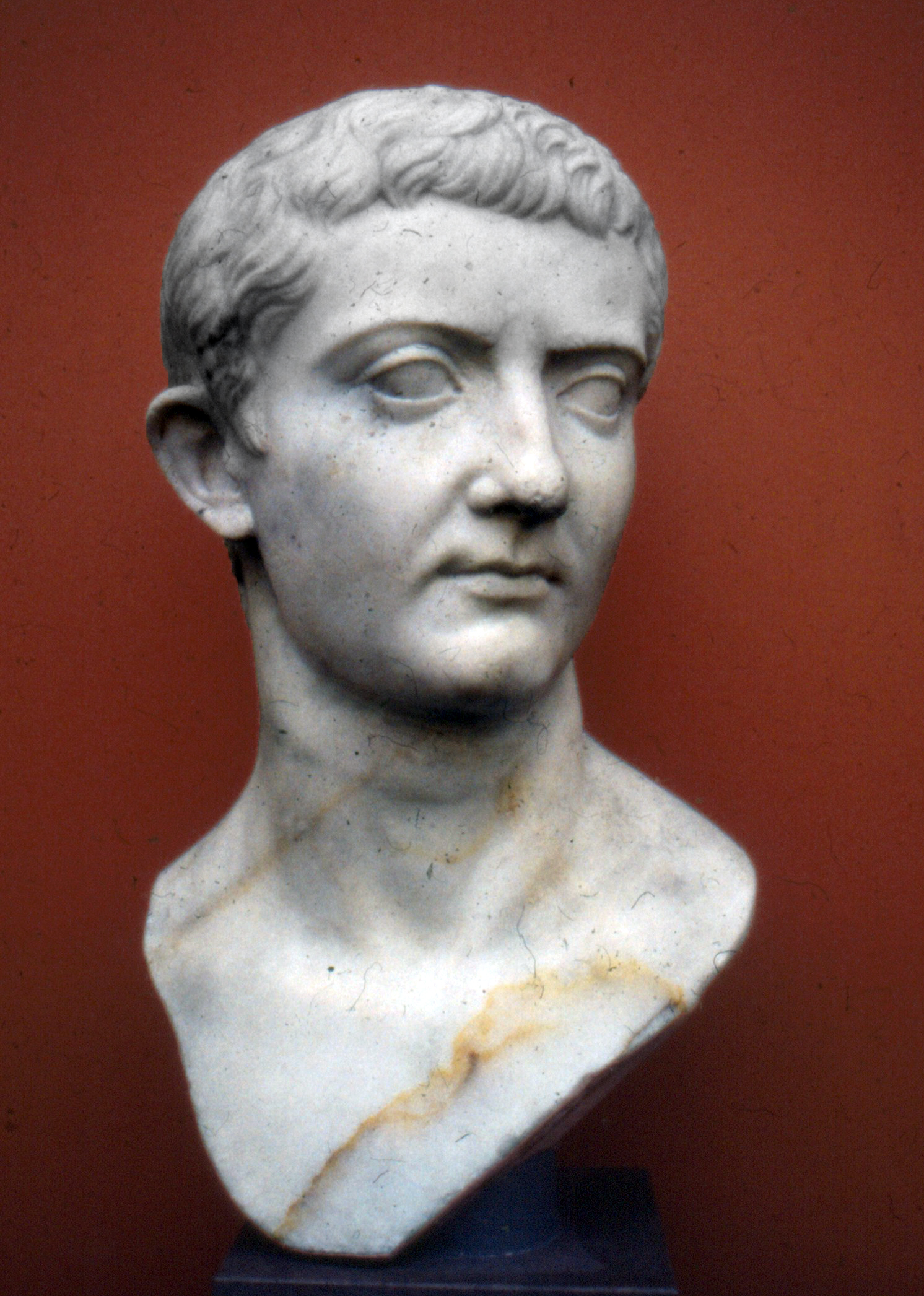
Büste des Tiberius

Tiberius eilte im Sommer des Jahres 4 n. Chr. von Rom aus zunächst an die gallische Kanalküste zum Flottenstützpunkt Gesoriacum (Boulogne-sur-Mer), sehr wahrscheinlich um Flottenoperationen in die Wege zu leiten. Danach setzte er sich als Oberbefehlshaber an die Spitze der rheinischen Legionen und führte das Heer zu ungewöhnlich später Jahreszeit ins Innere Germaniens. Zur Seite stand ihm der erfahrene Kommandeur Gaius Sentius Saturninus, der Amtsnachfolger des Vinicius.
Der Schwerpunkt der Militäroperationen richtete sich zunächst gegen die Chamaver (oder Cananefaten), Chattuarier und Brukterer, die unterworfen wurden (subacti). Anschließend nahm Tiberius die Cherusker wieder in das römische Herrschaftssystem auf (recepti) und überschritt die Weser. Die Militäraktionen dauerten bis in den Dezember hinein an. Hier bezog das Gesamtheer mitten in Germanien ein Winterlager, wahrscheinlich im Römerlager Anreppen unweit der Lippe-Quellen, das als wichtiger Stützpunkt für die darauffolgenden Feldzüge diente.
Im Jahr 4 n. Chr. könnte auch eine Erkundungsflotte zur jütischen Halbinsel (das heutige Dänemark) in See gestochen sein. Die Forschung ordnet diese Fahrt zwar allgemein der großen Flottenoperation im Jahr darauf zu, doch gibt es Hinweise darauf, dass die Erkenntnisse der Expedition bereits in die Planungen des Feldzugjahres 5 n. Chr. einflossen und die Erkundungsfahrt deshalb früher anzusetzen ist. Im Zusammenhang mit den Feldzügen der Jahre 4 und 5 n. Chr. könnte auch das seit 2015 erforschte Marschlager Wilkenburg bei Hannover stehen.

### Feldzug und Flottenoperation 5 n. Chr.
Im Feldzugjahr 5 n. Chr. zwangen die Legionen zunächst die Chauken wieder in die Abhängigkeit zu Rom (receptae). Danach brach (fracti) ein römischer Sieg den Widerstand der Langobarden links der Elbe. Einer Unterwerfung konnte sich der Stamm jedoch durch einen (archäologisch nachweisbaren) Rückzug auf rechtselbisches Gebiet entziehen.
Schließlich vereinigten sich die Legionen mit der elbeaufwärts vorgestoßenen römischen Flotte. Das offenbar perfekt abgestimmte Manöver ist „bewundernswert und stellt ohne allen Zweifel den Höhepunkt der römischen Germanienfeldzüge dar.“ Die Vorschläge für die Lokalisierung des Treffpunktes reichen von der Niederelbe bis zum Gebiet der Hermunduren. Vermutlich war die Flotte bereits zuvor an den Operationen gegen die Chauken und Langobarden beteiligt.
Zu Kampfhandlungen an der Elbe kam es nicht. Die in einem Bündnis zusammengeschlossenen Semnonen, Hermunduren und Langobarden hatten sich auf das rechte Ufer zurückgezogen und verhielten sich abwartend. Die Römer waren an ein von Augustus verhängtes Elbe-Überschreitungsverbot gebunden.
Velleius berichtet in dieser Situation von dem schwer zu deutenden Besuch eines „älteren Barbaren“ im Lager des Tiberius. Der Germane, wohl ein Fürst, steuerte einen Einbaum zunächst bis zur Flussmitte und bat darum, Tiberius sehen zu dürfen, was gewährt wurde. Vor dem Feldherren stehend äußerte er zunächst Unverständnis über das Verhalten seiner germanischen Landsleute: „Fürwahr verrückt ist unsere Jugend, die euren Willen achtet, wenn ihr nicht da seid, wenn ihr aber da seid, lieber eure Waffen fürchtet, als sich in euren Schutz zu begeben“, lässt Velleius ihn sagen. Dann bedankte er sich dafür, dass er „die Götter“ habe sehen dürfen, bezeichnete den Tag als den glücklichsten seines Lebens und ergriff die Hand des Tiberius. Schließlich ruderte er, sich ständig umblickend, wieder zurück. Die Forschung vermutet eine panegyrische (schmeichelnde) Überhöhung des Tiberius durch Velleius oder die Aufnahme von Verhandlungen durch einen germanischen Fürsten.
Auf dem Rückmarsch an den Rhein hatten sich die Legionen eines nicht näher beschriebenen Überfalls zu erwehren. Offenbar war Germanien trotz der beeindruckenden römischen Machtdemonstration nicht restlos befriedet. Dennoch konnte mit dem Abschluss des Feldzuges die vorherige Ordnung als wiederhergestellt und das immensum bellum als beendet gelten.

## Folgen
Spätestens mit dem Kriegsjahr 5 n. Chr. zeichnete sich ein ernsthafter Griff der Römer nach der Elbgrenze ab. Um diese Grenze zu ziehen, war es jedoch notwendig, das in Böhmen und zu beiden Seiten der Elbe gelegene mächtige Reich der Markomannen unter ihrem König Marbod auszuschalten oder gefügig zu machen. Laut Velleius gab es in Germanien „nichts mehr zu besiegen als das Volk der Markomannen“. Im Jahr 6 n. Chr. führte Tiberius 12 Legionen – eines der größten Heere, die das Imperium jemals aufgeboten hat – in das böhmische Kerngebiet des Marbod. Der Angriff musste jedoch wegen des einsetzenden pannonischen Aufstandes abgebrochen werden.
Zwischen Rhein und Elbe verstärkten die Römer ihre Bemühungen, das Gebiet zu einer römischen Provinz zu machen. Der Auf- und Ausbau der rechtsrheinischen Infrastruktur erreichte während und nach dem Krieg einen Höhepunkt. Nicht zuletzt wegen der „verschärften Gangart“ des Saturninus-Nachfolgers Varus (Statthalter von 7 bis 9 n. Chr.) bei den Provinzialisierungsmaßnahmen – Steuererhebung, Militärpräsenz und vor allem Rechtsprechung – griffen die germanischen Stämme erneut zu den Waffen. Vier Jahre nach dem Ende des immensum bellum brach mit der Schlacht im Teutoburger Wald, der vernichtenden Niederlage des Varus gegen die aufständischen Germanen unter Arminius, ein neuer Aufstand los.

## Forschungsprobleme

### Ausmaß und Schwere des Konflikts
Die pro-tiberischen Verzerrungen in der Überlieferung des Velleius, die vermutlich Tiberius-kritische Tendenz in der Quelle, die Cassius Dio für die Abfassung seines Geschichtswerkes zur Verfügung stand, das fast völlige Fehlen von Nachrichten zu den ersten drei Kriegsjahren sowie die fehlende Gewissheit, welche Stämme an der Erhebung beteiligt waren, erschweren die Bewertung von Ausmaß, Schwere und Gefährlichkeit des Konflikts. Für Velleius war die Erhebung „gewaltig“, während Cassius Dio lediglich von „Unruhen“ unter den Germanen berichtet. Und während Velleius zum Jahr 5 n. Chr. schreibt: „O ihr guten Götter, was für eines großen (Buch-)Bandes (würdige) Taten haben wir im folgenden Sommer unter dem Feldherren Tiberius (…) verrichtet“, urteilt Cassius Dio: „Es wurde aber damals nichts Erinnerungswürdiges vollbracht“.
Zu den Leistungen des Vinicius in den ersten drei Kriegsjahren berichtet Velleius lediglich, der Statthalter habe den Krieg „in manchen Gegenden glücklich geführt, in anderen hingehalten; daher wurden ihm die Triumphalabzeichen (…) verliehen“. Velleius widmete seine Historia Romana dem Enkel des Vinicius. Obwohl er deshalb ein Interesse daran gehabt haben dürfte, die Leistungen des Statthalters in ein günstiges Licht zu rücken, belegt er dessen glückliche (feliciter) Kriegführung mit keinem Beispiel. Der Kontrast zwischen dieser äußerst zurückhaltenden Vinicius-Würdigung einerseits und dem überschwänglichen Lob für Tiberius andererseits könnte – bei aller Berücksichtigung der Tiberius-Begeisterung des Velleius – darauf hindeuten, dass Vinicius die Weser tatsächlich nicht überschritten hat. Für Reinhard Wolters kann die fast routinemäßige Verleihung der ornamenta triumphalia (Triumphalinsignien, eine von Augustus eingeführte hohe Auszeichnung, anzusiedeln unterhalb des Triumphes) nicht als Beleg für bedeutende militärische Leistungen des Vinicius gelten. Anders urteilt Torsten Mattern, der mit Hinweis auf die Triumphalinsignien davon ausgeht, dass Vinicus ein entscheidender Sieg gelungen sein muss. Der Krieg wäre bereits durch Vinicius erfolgreich abgeschlossen worden und die Tiberius-Feldzüge hätten lediglich dazu gedient, dem designierten Thronfolger „Ruhm zu erwerben“.
Insgesamt stuft die Forschung das immensum bellum bei allen Deutungsschwierigkeiten als schweren Konflikt ein. Dieter Timpe zählt den Vinicius-Aufstand neben der clades Variana zu den Herrschaftskrisen der Okkupationszeit, auch wenn der Begriff immensum eine Übertreibung des Velleius darstelle. Der Konflikt werde der Quellenlage wegen „zu Unrecht unterschätzt, kommt aber nach Zeitdauer und wahrscheinlich auch polit. Bedeutung den Feldzügen unter Drusus und Tiberius bis 8 v. Chr. gleich.“ Armin Becker sieht in der Entsendung des Tiberius einen Beleg für die Größe der Probleme noch im vierten Kriegsjahr. Für Klaus-Peter Johne scheint der Aufstand „die gesamte in den 12 Jahren davor aufgebaut römische Herrschaft ins Wanken gebracht zu haben.“

### Die gescheiterte Cherusker-Rückführung
Vermutlich für das Jahr 1 n. Chr. berichtet Cassius Dio, Ahenobarbus „wollte einige vertriebene Cherusker durch Vermittlung anderer (Germanen) wieder in ihre Heimat führen; er hatte jedoch keinen Erfolg, und das Resultat war, dass die Autorität der Römer auch bei den anderen Barbaren in Frage gestellt war“. Aufgrund des drohenden Krieges mit den Parthern (in Persien und Mesopotamien) verfolgten die Römer die Sache nicht weiter.
Allgemein wird das Geschehen als Versuch des Ahenobarbus gewertet, über germanische Mittelsmänner eine romfreundliche Stammesführung bei den Cheruskern wieder einzusetzen. Das Scheitern führte nicht nur zu einem (weiteren) Prestigeverlust, sondern erlaubte es möglicherweise einer romfeindlichen cheruskischen Führungsschicht zur Keimzelle des Widerstands zu werden. Peter Kehne hält es für möglich, dass die Einmischung des Ahenobarbus in innercheruskische Stammesangelegenheiten den Widerstand der Cherusker herausforderte und andere Stämme nachzogen.
Dieter Timpe hingegen warnt davor, in dem Vorgang einseitig die Rückführung einer romfreundlichen Führungsschicht zu sehen. Dazu sei der Vorgang zu wenig energisch betrieben worden. Armin Becker relativiert die Bedeutung des Vorgangs. Der Rückführungsversuch sei nur aufgrund der späteren Bekanntheit der Cherusker berichtenswert gewesen.

### Die Beteiligung der Cananefaten und Chamaver
Die Velleius-Passage, die die im Jahr 4 n. Chr. unterworfenen Stämme nennt, ist in der Amerbachschen Abschrift des verlorenen Murbacher Velleiuscodex verderbt überliefert. Die Aufzählung lautet „cam ui faciat Tuari Bruoteri“. Allgemein wird diese Stelle zu „Cananefates, Attuarii, Bructeri“ konjiziert (verbessert). Wolfgang Will hat vorgeschlagen, Chamavi statt Cananefates zu setzen, unter anderem weil eine Erhebung der eng mit den Batavern verbundenen Cananefaten unwahrscheinlich sei; überdies sei anstelle der ansonsten nirgends in der Überlieferung auftauchenden Attuari der Stamm der Chattuari zu den Aufständischen zu zählen.

### Das Winter-Lager 4/5 n. Chr.
Velleius berichtet, das Heer des Tiberius habe im Dezember 4 n. Chr. das Winterlager in der „Mitte“ Germaniens (mediis finibus), „an den Quellen der Julia“ (ad caput Iuliae fluminis) aufgeschlagen. Ein Fluss dieses Namens ist jedoch nicht bekannt. Bereits im 16. Jahrhundert wurde die Konjektur (Textverbesserung) „Lippe“ (Lupia) vorgeschlagen. Eine weitere Schwierigkeit bietet der Begriff caput („Kopf“). Bei Flüssen kann dieser sowohl die Quelle als auch die Mündung bezeichnen. Da die Übersetzung „Mündung der Lippe“ sinnlos wäre – dieser gegenüber befand sich das reguläre Legionslager Vetera (Xanten) –, wäre also von der Gegend der Lippe-Quellen auszugehen. Dafür spricht auch die große Bedeutung der Lippe-Region als Ausgangspunkt für römische Unternehmungen in Germanien. Die Forschung geht mehrheitlich davon aus, dass das Römerlager Anreppen mit dem von Velleius genannten Winterlager gleichzusetzen ist. Das Lager liegt rund einen Tagesmarsch von den Lippe-Quellen entfernt und wurde um die Jahreswende 4/5 n. Chr. errichtet.
Eine andere Deutung für Iuliae liefert Werner Hartke. Er konjiziert zu „(al)llisiae“ und vermutet das Winterlager an der Mündung der Amisiae, also der Ems, möglicherweise am Stapelplatz Bentumersiel. Die Konjektur wird unter anderem begründet mit den Flottenvorbereitungen des Tiberius im Sommer 4 n. Chr., die gut zu einem Winterlager an der Ems-Mündung passen würden. Den modernen Kartenleser mag es befremden, dass die Ems-Mündung in der „Mitte“ Germaniens liegen soll, doch aus römischer, von Itineraren (Wegeverzeichnissen) geprägter Perspektive befand sich das Mündungsgebiet weit entfernt vom Rhein in Schlagdistanz zu den germanischen Brennpunkten.
Neben den genannten Konjekturen gibt es zahlreiche, meist wenig überzeugende Versuche vor allem von Laien- und Heimatforschern, die „Julia“ zu verorten.